# Ternay, Rhône
Ternay este o comună în departamentul Rhône din sud-estul Franței. În 2009 avea o populație de 5.230 de locuitori.

## Evoluția populației
| An        | 1975  | 1982  | 1990  | 1999  | 2006  | 2009  |
| --------- | ----- | ----- | ----- | ----- | ----- | ----- |
| Populație | 2.708 | 3.859 | 4.085 | 4.618 | 5.031 | 5.230 |